# قلعه‌نو (کر)
قلعه‌نو یا قلعه‌نو پالنگری روستایی در بخش کامفیروز شمالی شهرستان مرودشت استان فارس ایران است.

## جمعیت
بر پایه سرشماری عمومی نفوس و مسکن در سال ۱۳۹۵ جمعیت این روستا ۱۸۱ نفر (۶۷خانوار) بوده‌است.